# Kokuhaku no Funsui Hiroba

Coperta Kokuhaku no Funsui Hiroba

"Kokuhaku no Funsui Hiroba" (告白の噴水広場?) - (Locul fântânii mele de confesiuni) este al 14-lea single al trupei Berryz Kobo. A fost lansat pe 27 iunie 2007, iar DVD-ul Single V pe 11 iulie 2007.
"Kokuhaku no Funsui Hiroba" este specific trupei pentru tempo-ul său lent. La fel ca și clipul promoțional (PV - Promotional Video) "Aruiteru" al trupei Morning Musume, nici acesta nu are secvențe din versiunea dance shot.

## Track List

### CD
1. Kokuhaku no Funsui Hiroba (告白の噴水広場) 
2. Seishun Oodoori (青春大通り - Strada principală a tinereții) 
3. Kokuhaku no Funsui Hiroba (Instrumental) 

### Ediția limitată
Kokuhaku no Funsui Hiroba (Dance Shot Ver.) 

### Single V
1. Kokuhaku no Funsui Hiroba 
2. Kokuhaku no Funsui Hiroba (Close-up Ver.) 
3. Making Eizou (メイキング映像) - Making of

## Credite
1. Kokuhaku no Funsui Hiroba (告白の噴水広場) 
- Versuri și compoziție: Tsunku (つんく)
- Aranjare: Hirata Shouichirou (平田祥一郎)

2. Seishun Oodoori (青春大通り) 
- Versuri și compoziție: Tsunku (つんく)
- Aranjare: Konishi Takao (小西貴雄)

## Prestații TV
- 25.06.2007 - Namaiki TV (doar conversație)
- 04.07.2007 - Oha Star